# Brune Dyrehave og Hvide Dyrehave
Brune Dyrehave og Hvide Dyrehave var to indhegnede naturområder til kronvildt, hjorte og vildsvin, som blev anlagt på hver side af Frederiksberg Slots indgang af Frederik 4. Brune Dyrehave er i dag en del af København Zoo
I 1775 indrettede slotsforvalter og gartner Christian Frantz Schmidt i Brune Dyrehave en planteskole, hvorfra træer gratis blev udleveret til omegnens bønder. I 1788 blev der anlagt en frugttræplantning og der lå frugttræplanteskolen, Sallys Planteskole i midten af det 19. århundrede.
I 1867 og 1873 blev dele af Brune Dyrehave overladt til København Zoo, og siden blev arealet hegnet, så det ikke længere er en del af Frederiksberg Have.